# Évoissons
Les Évoissons sont une rivière du nord de la France et du sud-ouest du département de la Somme, dans l'ancienne région Picardie, dans la nouvelle région Hauts-de-France, un des affluents gauche de la Selle, elle-même affluente du fleuve la Somme en rive gauche.

## Géographie

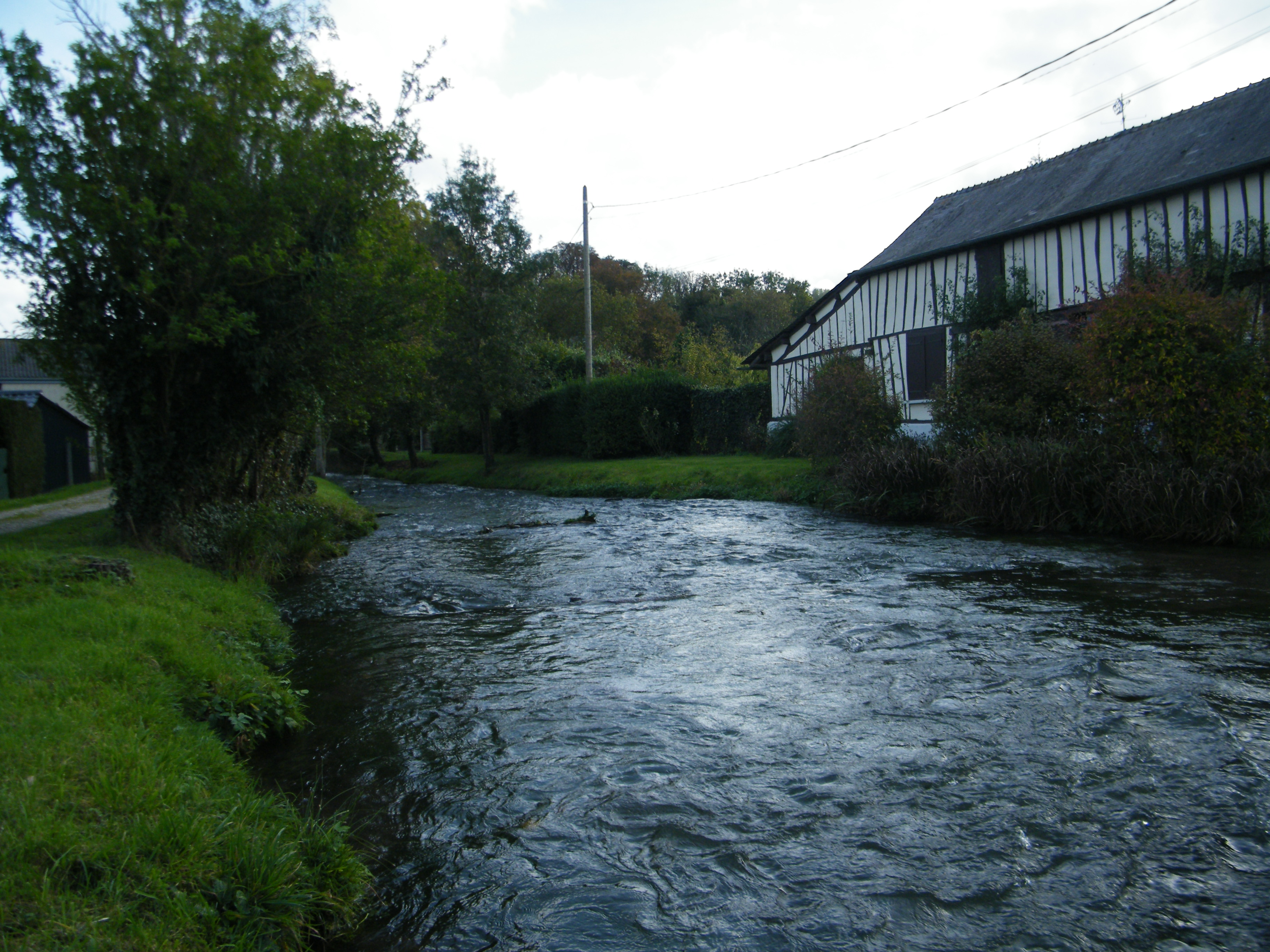
Les Évoissons à Contre.

Les Évoissons prennent leur source à l'ouest du lieu-dit Handicourt, et à l'est de la vallée de l'Étoquet, dans la commune de Hescamps, dans le département de la Somme, à 120 mètres d'altitude. 
Au terme d'un cours de 25,4 kilomètres, orienté d'ouest en nord-est, Les Évoissons confluent avec la Selle sur la commune de Conty à l'altitude 54 mètres, au nord de la commune, près du centre équestre du Val de Selle. 

### Communes et cantons traversés
Dans le seul département de la Somme, Les Évoissons arrosent les douze communes suivantes, dans deux cantons, de l'amont vers l'aval, de Hescamps (source), Méréaucourt, Équennes-Éramecourt, Poix-de-Picardie (enclave), Guizancourt, Bergicourt, Famechon, Frémontiers, Velennes, Contre, Fleury, et Conty (confluence). 
Soit en termes de cantons, les Évoissons prennent source dans le canton de Poix-de-Picardie et confluent dans le canton de Conty, le tout dans l'arrondissement d'Amiens.

### Bassin versant
Les Évoissons traversent une seule zone hydrographique « La Selle et le Canal de la Somme de l'écluse numéro 18 Montières à l'écluse numéro 19 Ailly » (E642). Selon l'AMEVA, son bassin versant est de 300 km2.
Les cours d'eau voisins sont le ruisseau de Saint-Landon puis l'Airaines au nord, la Somme au nord-est, la Selle à l'est et au sud-est, le Thérain au sud et au sud-ouest, la Bresle à l'ouest et au nord-ouest.

### Organisme gestionnaire
L'organisme gestionnaire est l'AMEVA ou Syndicat mixte d'Aménagement du bassin versant de la Somme.

## Affluents

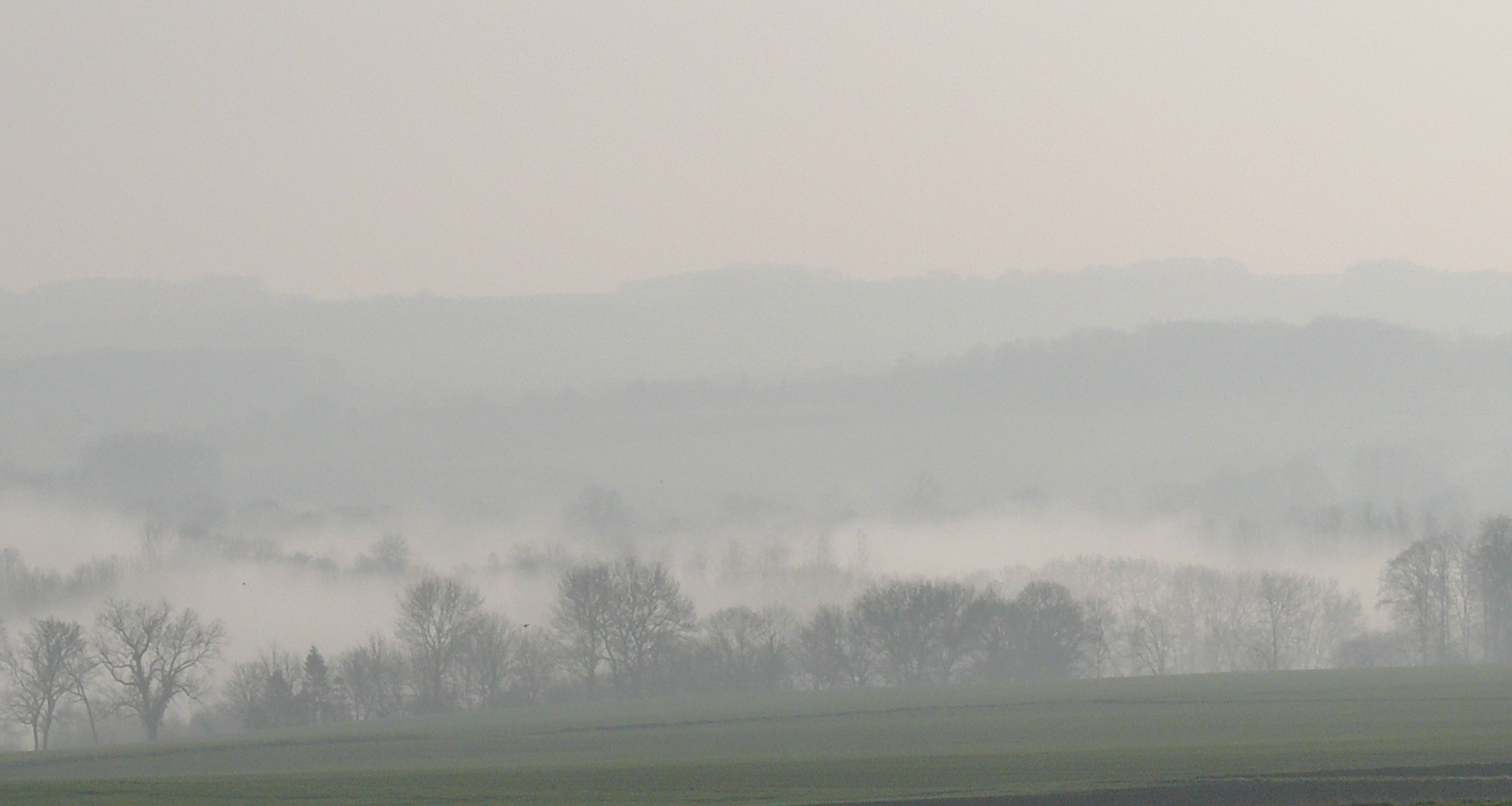
Brume d'un matin de printemps, dans la vallée des Évoissons.

Les Évoissons ont cinq affluents référencés :

### La rivière de Poix[note 2]
(rg) Longue de 14 kilomètres, la rivière Poix traverse les huit communes - dans le sens amont vers aval - de Hescamps (source entre les hameaux de Brettencourt et Souplicourt, à 154 m d'altitude), Sainte-Segrée, Saulchoy-sous-Poix, Lachapelle, Poix-de-Picardie, Blangy-sous-Poix, Famechon, Frémontiers (confluent). 
 La rivière de Poix prend sa source dans le canton de Poix-de-Picardie, entre dans le canton de Conty, à côté d'un élevage piscicole de truites,, juste au moment de confluer, à la limite entre des communes de Famechon et Frémontiers.

### Les petits Évoissons
(rd), longs de 2,4 kilomètres, naissent et confluent sur la même commune de Frémontiers, dans le canton de Conty.

### La rivière des Parquets

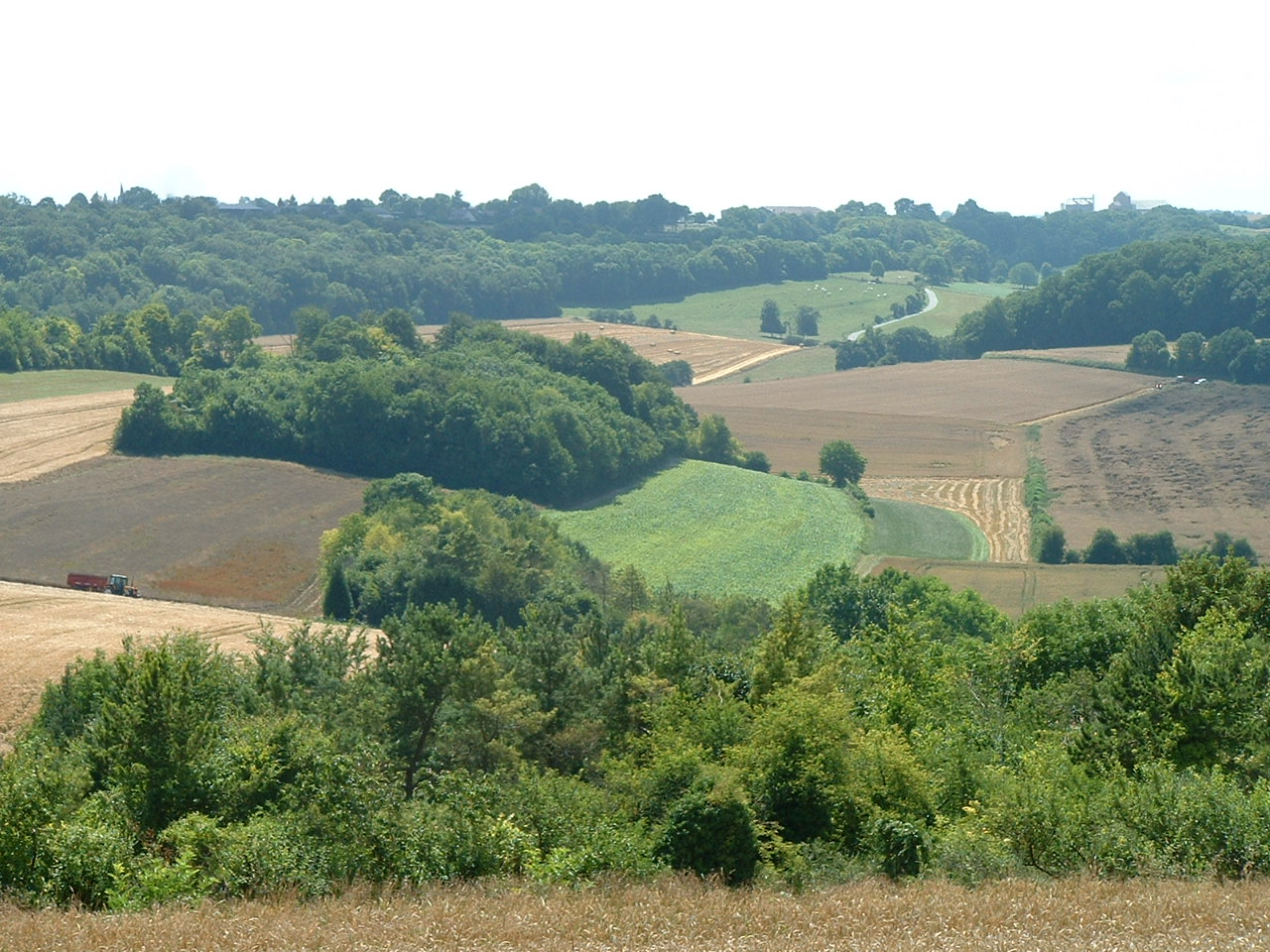
Les hauts de Thoix (Somme) : vue vers la vallée du Ruisseau des Parquets.

(rd),  entièrement dans le canton de Conty, longue de 8,2 kilomètres, prend sa source à Thoix, à 95 mètres d'altitude, et traverse les deux  communes Courcelles-sous-Thoix et Contre pour confluer à Fleury à 59 mètres altitude avec une pente moyenne de 3,41 %,. La rivière des Parquets a un affluent.

### Le Moulin de Taussaq
(rd), 7 kilomètres, qui prend source sur la commune de Élencourt, traverse Daméraucourt et conflue sur la commune de Équennes-Éramecourt.

### La Briqueterie
(rg), 1 kilomètre sur les deux communes de Contre (source), Fleury (confluence).

## Rang de Strahler
Donc son rang de Strahler est de trois par la rivière des Parquets.

## Hydrologie
Son régime hydrologique est dit pluvial océanique.

### Les Évoissons à Conty
Son débit moyen, mesuré à Conty, à son confluent, est de 1,72 m3/s. La largeur moyenne de son cours d'eau est de 2 à 6 mètres. Sa pente moyenne est de 3,2 %.
Une station qualité des eaux de surface est active à Bergicourt.